# Casbah (film, 1938)
Pour les articles homonymes, voir Casbah.
Pour plus de détails, voir Fiche technique et Distribution.
Casbah (Algiers) est un film américain réalisé par John Cromwell, sorti en 1938, remake de Pépé le Moko, de Julien Duvivier (1937).

## Synopsis
Pépé le Moko (Charles Boyer) est un truand français qui se cache dans le quartier de la Casbah à Alger. Il y est protégé mais il ne peut mettre un pied en dehors de ce quartier labyrinthique sans risquer d'être arrêté par la police et notamment par l'inspecteur Slimane, un homme intelligent et prudent qui laisse Pépé tranquille sans lui cacher qu'il attend son heure. La nostalgie de Pépé pour Paris prend un tour dramatique lorsque débarque à Alger Gabrielle (Hedy Lamarr), une femme très séduisante qui a grandi dans le même quartier que Pépé. L'idylle de Pépé pour Gaby provoque la jalousie d'Inès et un enchaînement de trahisons qui aboutiront à une conclusion funeste pour Pépé.

## Fiche technique
- Titre : Casbah
- Titre original : Algiers
- Réalisation : John Cromwell
- Assistant-réalisareur : Horace Hough
- Scénario : John Howard Lawson d'après le roman Pépé le Moko d'Henri La Barthe
- Dialogues : James M. Cain
- Production : Walter Wanger
- Société de production : Walter Wanger Productions
- Distribution : United Artists
- Musique : Vincent Scotto et Mohamed Ygerbuchen
- Photographie : James Wong Howe
- Montage : Otho Lovering et William Reynolds
- Direction artistique : Alexander Toluboff
- Costumes : Irene pour Hedy Lamarr et Omar Kiam pour Sigrid Gurie
- Pays de production :  États-Unis
- Langue : anglais
- Format : Noir et blanc - Mono (Western Electric Mirrophonic Recording)
- Genre : drame
- Durée : 96 minutes
- Tournage : du 1er avril 1938 à mai 1938
- Dates de sortie :
  - États-Unis 13 juillet 1938 Los Angeles
  - États-Unis 14 juillet 1938 New York
  - États-Unis 5 août 1938
  - France 14 septembre 1938

## Distribution

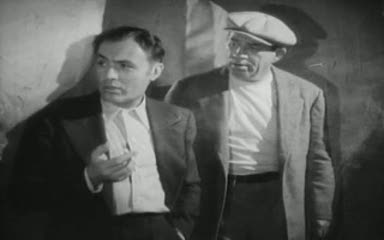
Deux Pieds-Noirs européens de la Casbah d'Alger vus par Hollywood en 1938 dans l'adaptation américaine de Pépé le Moko. À gauche, l'acteur français Charles Boyer (Pépé Le Moko, « Français de France ») et à droite l'acteur pennsylvanien Stanley Fields (Carlos, « Français d'Algérie »).

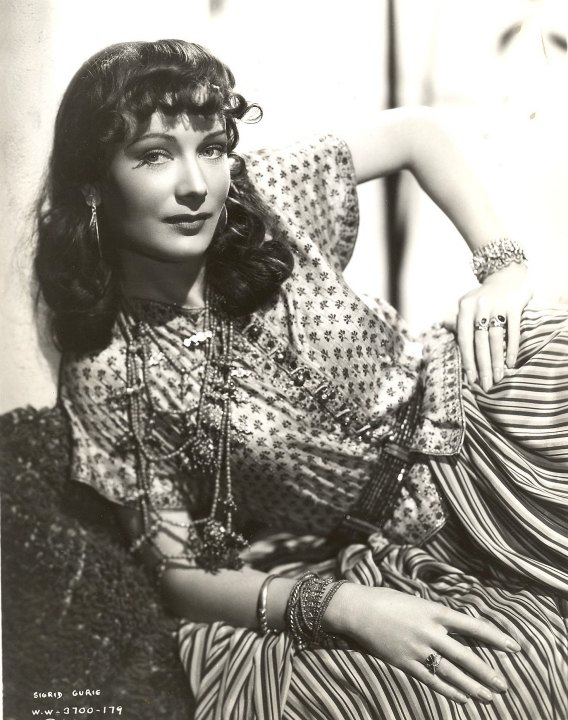
Sigrid Gurie

- Charles Boyer : Pépé le Moko, un voleur de bijoux recherché par la police, qui a trouvé refuge dans la Casbah d'Alger
- Sigrid Gurie : Ines, une femme de la Casbah qui aime sincèrement Pepe
- Hedy Lamarr : Gabrielle dite Gaby, une belle Parisienne sur le point de se marier avec un homme riche qu'elle n'aime pas, dont s'éprend Pepe
- Joseph Calleia : l'inspecteur Slimane, un policier local qui attend son heure pour arrêter Pepe
- Alan Hale : Grandpere, le receleur, associé de Pepe
- Gene Lockhart : Regis, un complice de Pepe et indicateur de la police
- Walter Kingsford : l'inspecteur chef Louvain
- Paul Harvey : l'inspecteur André Janvier
- Stanley Fields : Carlos, un voleur de bijoux, associé de Pepe
- Johnny Downs : Pierrot, un jeune bandit protégé par Pepe
- Charles D. Brown : Max, un voleur, complice de Pepe
- Robert Greig : Giraux, le riche prétendant de Gaby
- Leonid Kinskey : L'Arbi, un indicateur
- Joan Woodbury : Aicha, l'amie de Pierrot
- Nina Koshetz : Tania, la femme de Carlos
- Claudia Dell : Marie Bertier, l'amie de Gaby
- Bert Roach : Maxime Bertier, l'ami de Gaby
- Ben Hall : Gil
- Gino Corrado : le policier qui tire sur Pepe
- Armand Kaliz : le sergent de police français
- Stanley Price : un Algérien fumeur de narguilé
- Luana Walters : une serveuse algérienne

## Autour du film
Casbah est une reprise américaine de Pépé le Moko, film de Julien Duvivier sorti en 1937. De nombreux plans, décors et costumes sont identiques à ceux de l'original, mais le jeu est différent et une scène importante a été supprimée - la nostalgie de Tania, originellement interprétée par Fréhel et dont le rôle, repris par Nina Koshetz, est réduit ici à quelques répliques.
Une partie des dialogues entre Charles Boyer et Hedy Lamarr a été samplée par le groupe de new wave The New Occupants pour leur chanson Electric Angel.